# La Prise des Cinq Bourgs
La Prise des Cinq Bourgs (The Capture of the Five Boroughs) est un poème en vieil anglais présent dans certains manuscrits de la Chronique anglo-saxonne. Il apparaît dans l'annale pour l'année 942 et célèbre la reconquête de la région des Cinq Bourgs par le roi anglais Edmond Ier, qui en avait perdu le contrôle quelques années plus tôt au profit des Vikings.
La Prise des Cinq Bourgs est le deuxième poème inclus dans la Chronique, après La Bataille de Brunanburh.

## Résumé
Suivant les conventions de la poésie épique vieil-anglaise, le poème attribue de nombreux épithètes à Edmond : « souverain des Anglais » (v. 1), « protecteur des hommes », « auteur de hauts faits » (v. 3), « protecteur des guerriers » (v. 12). Il définit de manière précise le territoire conquis par le roi, dont les frontières sont le village de Dore, dans le Yorkshire, la « percée de Whitwell », dans le Derbyshire, et le fleuve Humber. Il énumère également les cinq principales forteresses vikings de la région (les Cinq Bourgs, burga fife) : Leicester, Lincoln, Nottingham, Stamford et Derby,.

## Attestations
Le poème ne figure pas dans toutes les versions connues de la Chronique anglo-saxonne, mais seulement dans les suivantes :
- le manuscrit A, conservé au Corpus Christi College de l'université de Cambridge sous la cote MS 173 (ff. 27r) ;
- le manuscrit B, conservé à la British Library sous la cote Cotton Tiberius A.vi (ff. 32v) ;
- le manuscrit C, conservé à la British Library sous la cote Cotton Tiberius B.i (ff. 142r) ;
- le manuscrit D, conservé à la British Library sous la cote Cotton Tiberius B.iv (ff. 50r-50v).